# 卡尔特利王国

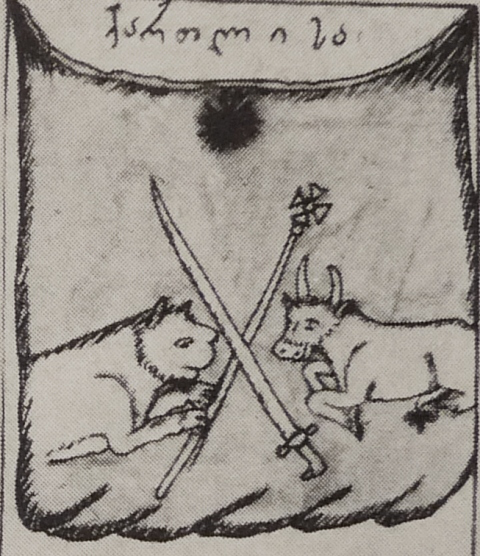

卡尔特利王国是格鲁吉亚东部中世纪晚期至近代的一个君主制国家，主要位于卡尔特利省，首都第比利斯。该国形成于1478年格鲁吉亚王国一分为三解体的过程之中，除了短暂的间隔一直存在至1762年。当年，卡尔特利王国与邻近的卡赫蒂王国通过巴格拉季昂王朝卡赫蒂分支合并成卡爾特利-卡赫蒂王國。该王国存在的大部分时间都是伊朗的附属国。